# كاتدرائية لينكن

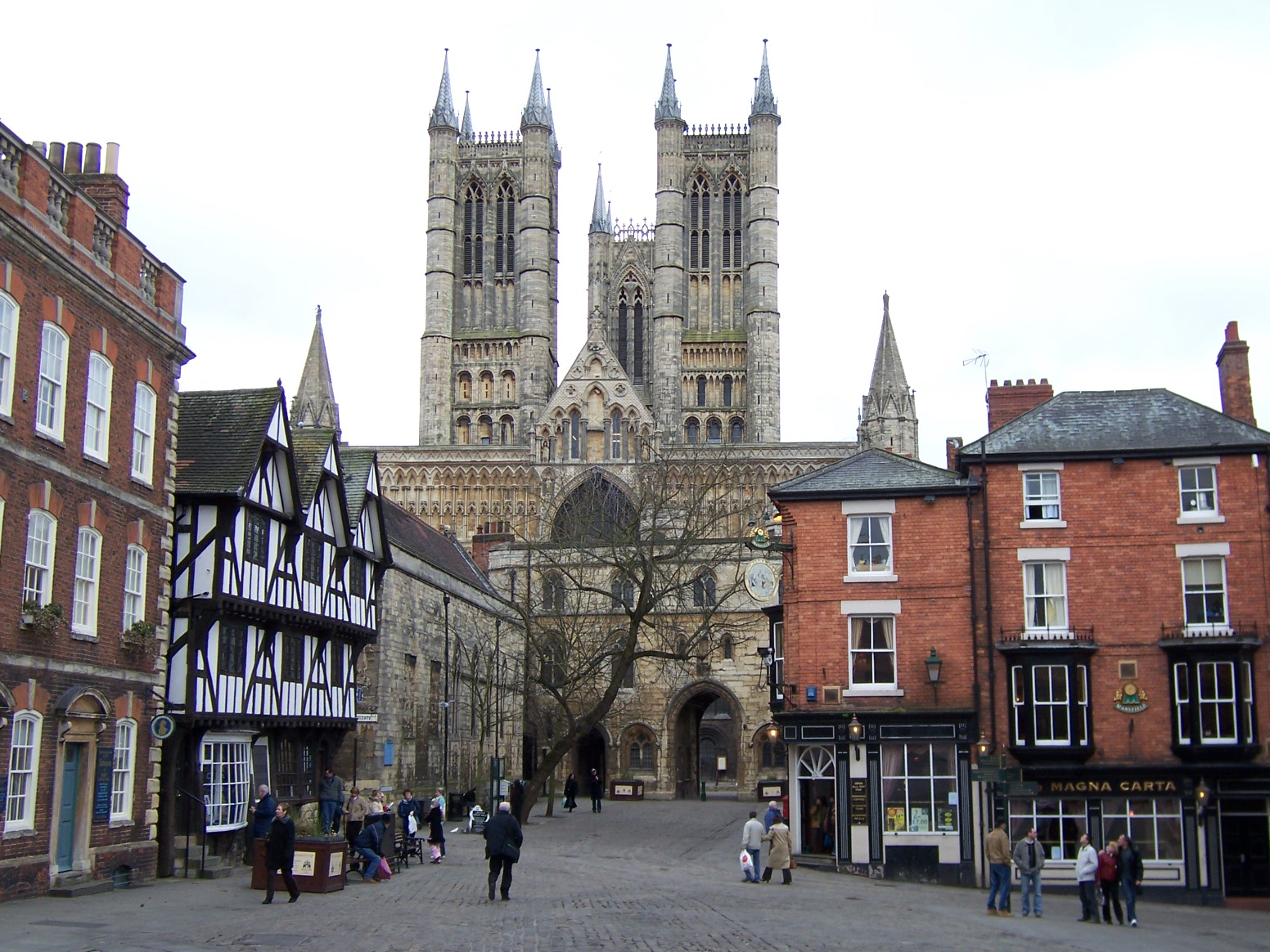
كاتدرائية سانت ماري في لينكن إنجلترا. كما أنها تُعتبرُ مقر أسقف لينكن الأنجليكاني.

كاتدرائية لينكن من الكاتدرائيات التي بنيت في أوروبا، والتي تعتبر من أطول المباني في العالم في القرون الوسطى ولقرون عديدة كان هرم الجيزة أطول مبنى في العالم، حيث يبلغ ارتفاعه 146 مترًا، على مدى أكثر من 4,000 عام، ومع مرور الزمن تأثر هذا الهرم بعوامل الطبيعة، وفقد أكثر من تسعة أمتار من ارتفاعه.
خلال أكثر من مائتي عام، حتى عام 1549، كان المبنى الأطول في العالم هو كاتدرائية لنكولن في شمال غرب إنجلترا. انتصبت الكاتدرائية على ارتفاع يصل إلى نحو 160 مترًا وخلّفت الأهرامات وراءها. ومع ذلك، من الجدير ذكره أنّه بينما احتاج بناء هرم الجيزة الكبير نحو 20 عامًا، فقد تطلّب بناء هذه الكاتدرائية أكثر من 200 عام. عام 1549 انهار أعلى برج في الكاتدرائية وفقدت لقب المبنى الأطول في العالم، ولكنها كانت لا تزال المبنى الأطول في أوروبا.
كانت الكاتدرائية أكثر من مجرد مكان للصلاة، فقد كانت تعبيراً حقيقياً عن مدينة الله، للقدوس، للسماء نفسها، داخل البلاد. كانت أكثر من مجرد درج للسماء، فقد كانت السماء نفسها، هنا في عالم البشر. تمّ بناؤها وفقا لقواعد لاهوتية، وأفكار روحانية ووفقا للتصور الديني للمسيحيين في القرون الوسطى. التقنية، الهندسة، والمعمار كانت تهدف إلى خدمة تلك الأفكار والتعبير الحقيقي عنها بالحجر والخشب والزجاج.

## معرض الصور

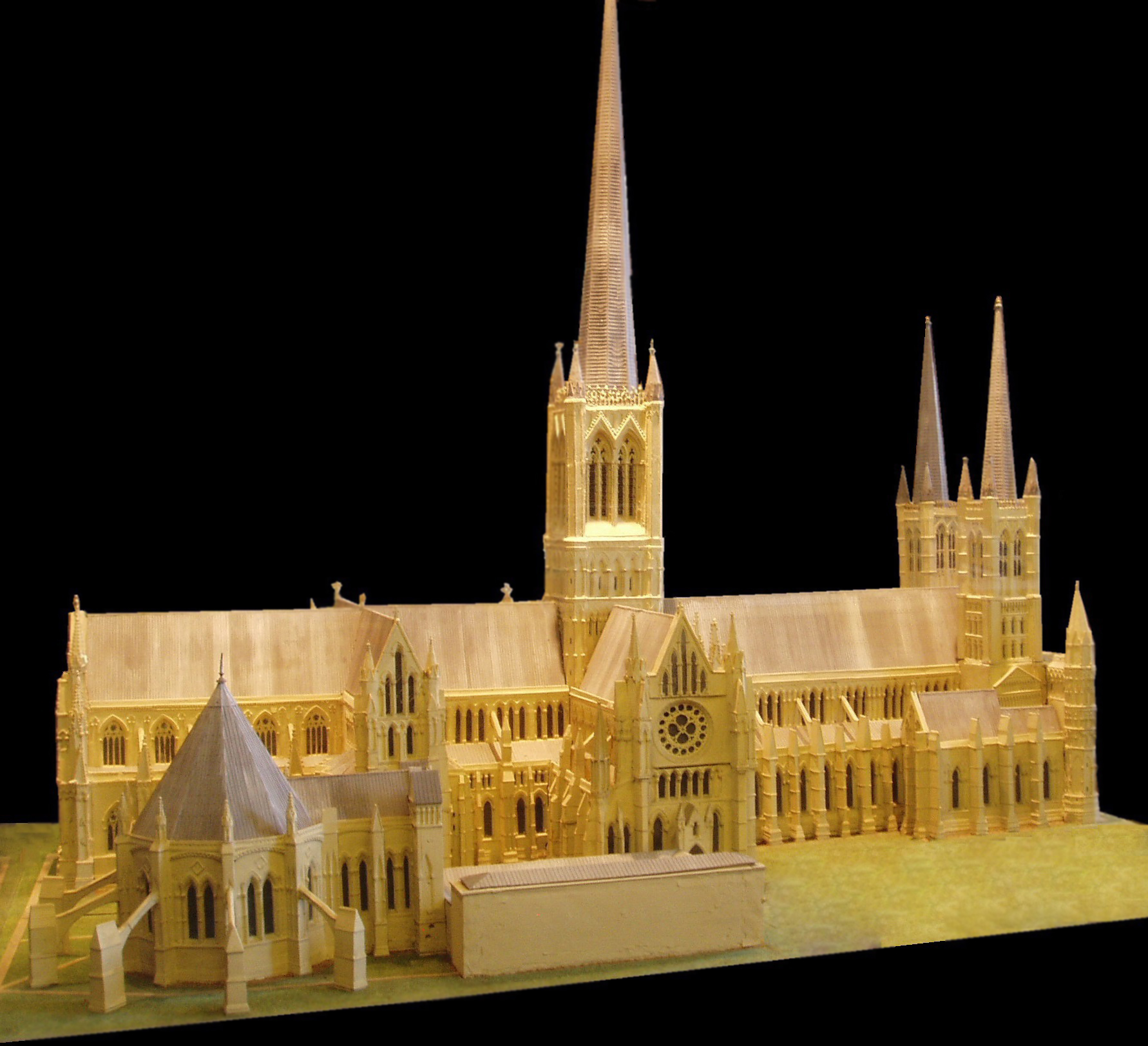
نموذج مجسم موجود داخل كاتدرائية لينكن يوضح أبراج الكاتدرائية السابقة
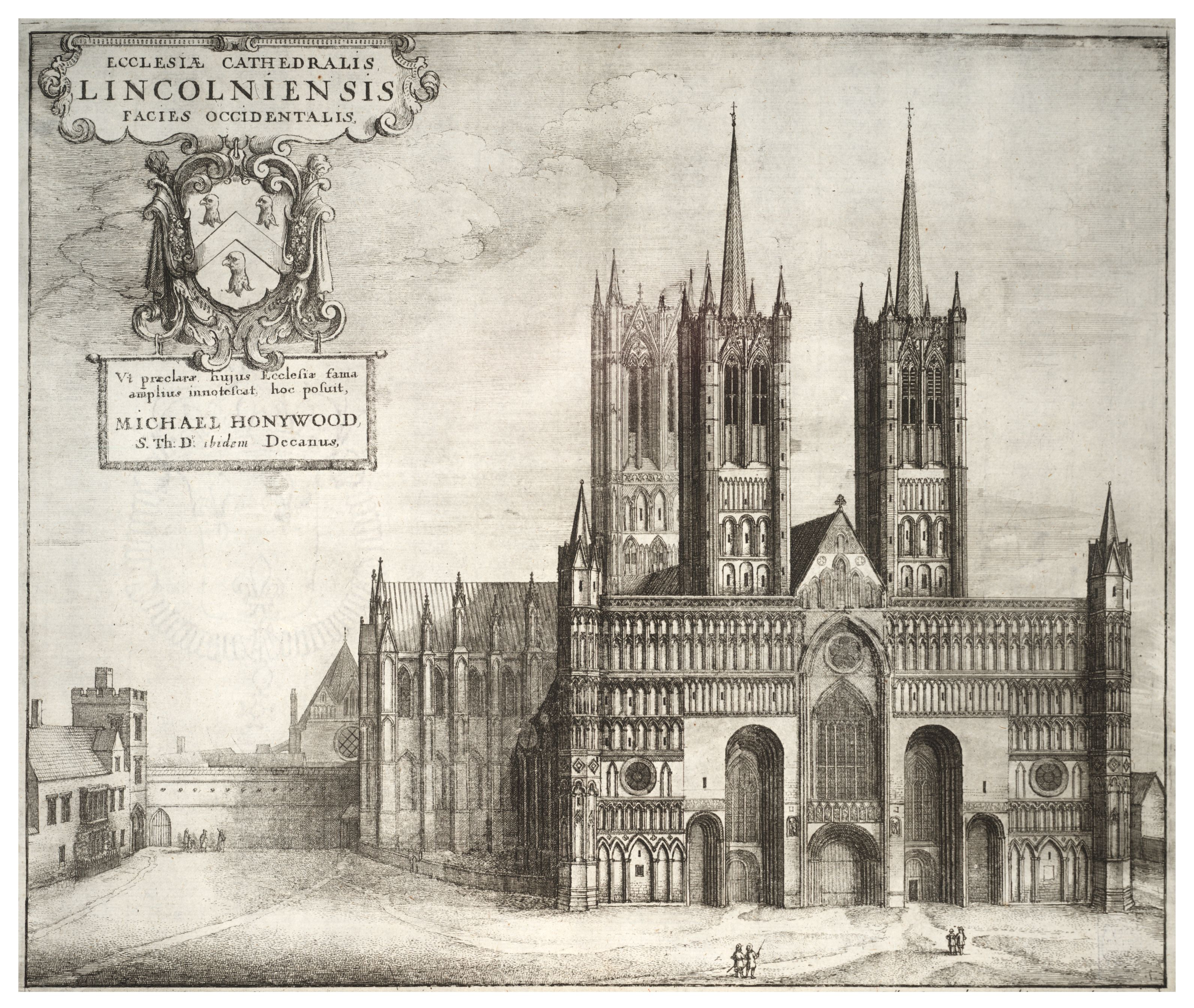
طبعة تعود للقرن السابع عشر لكاتدرائية لينكن
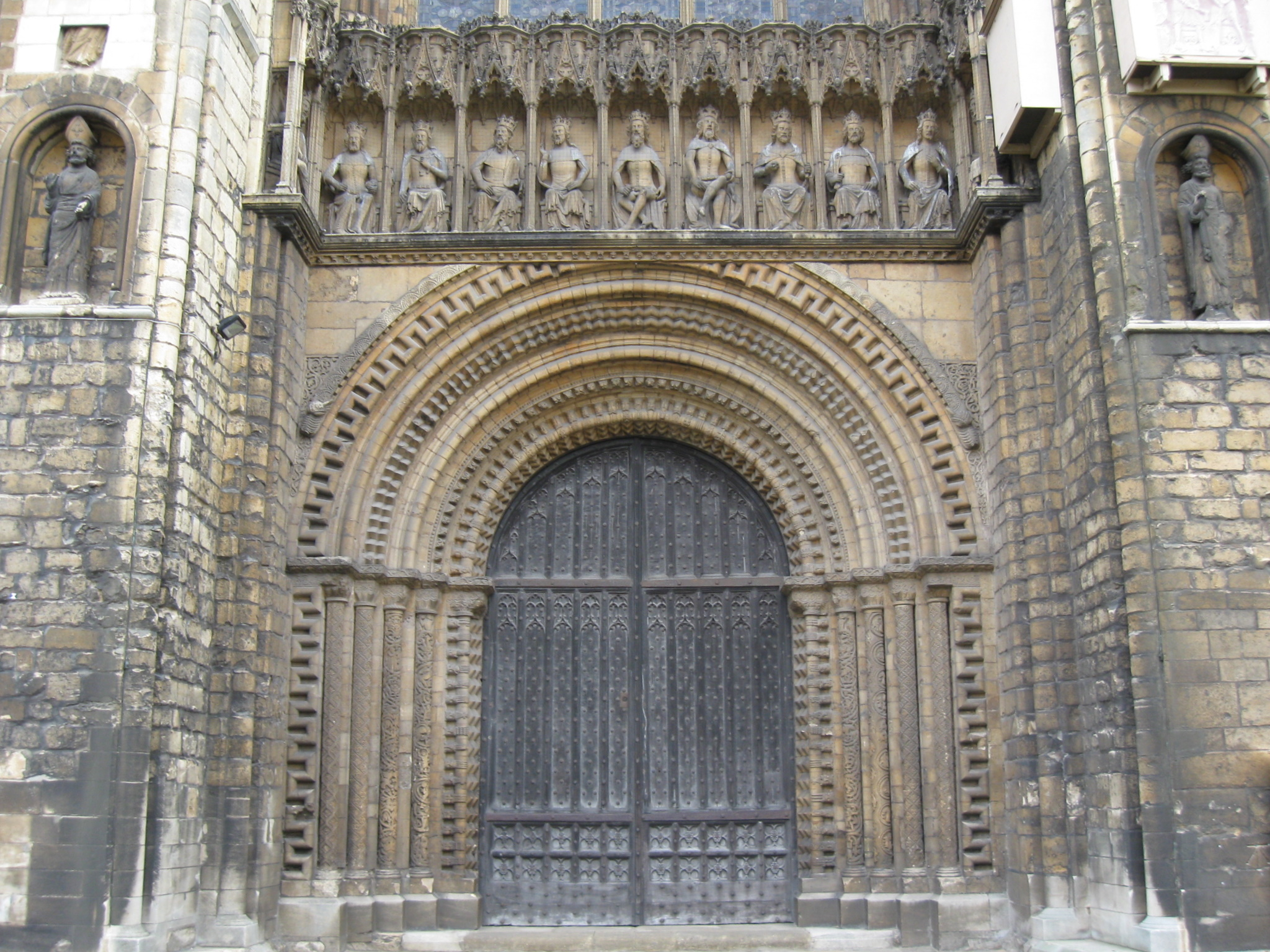
البوابة الرئيسية لكاتدرائية لينكن
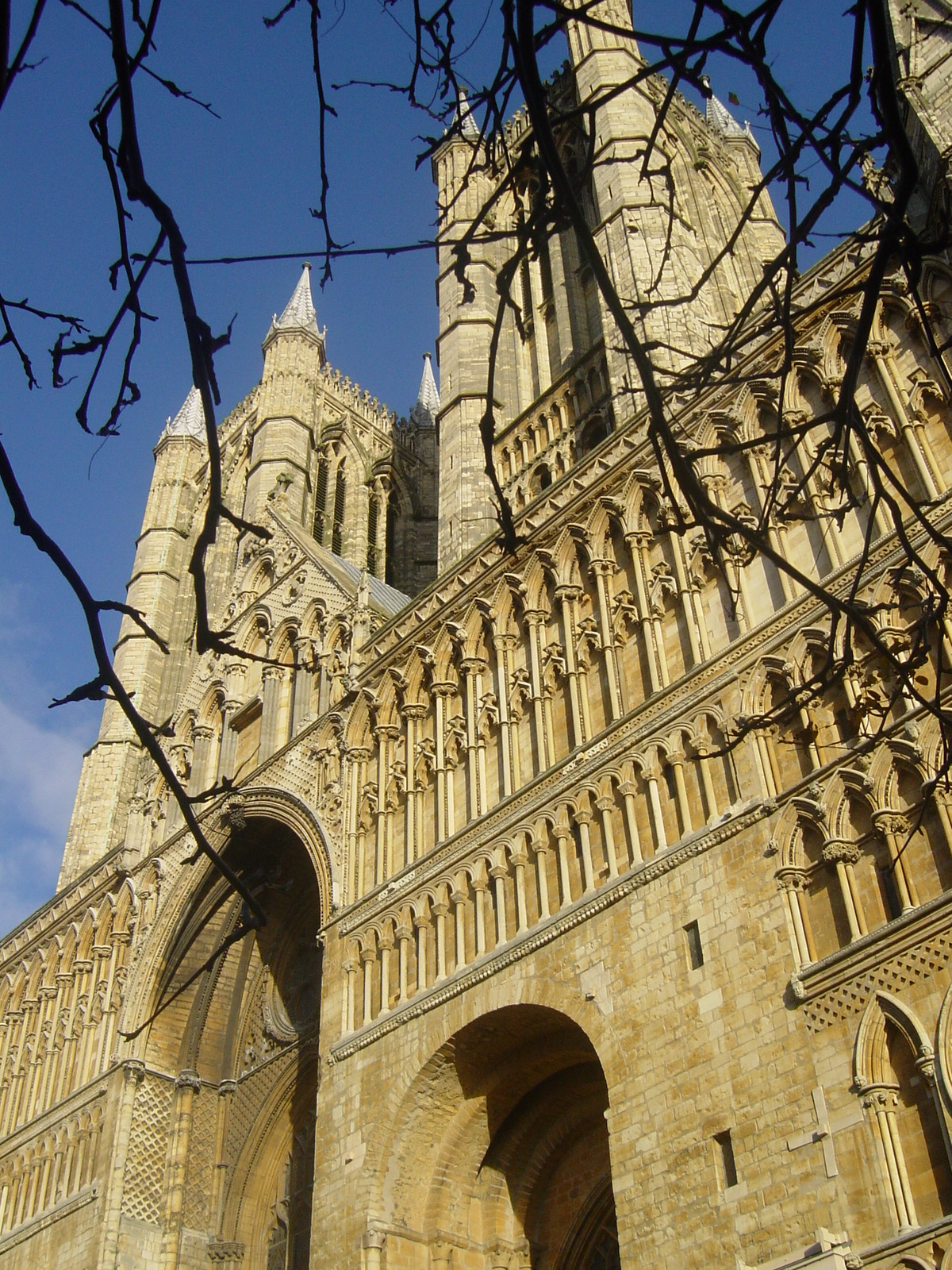
الواجهة الغربية لكاتدرائية لينكن
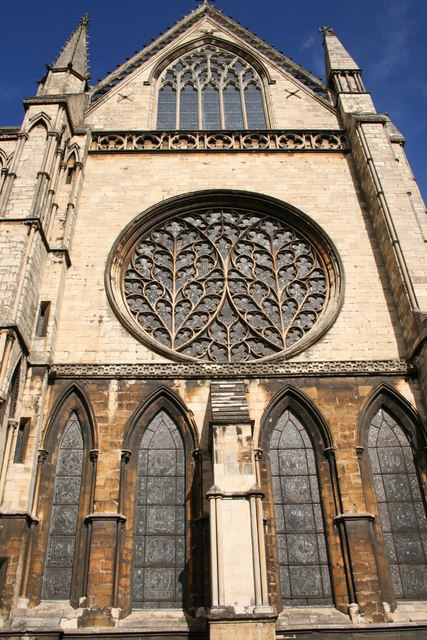
نافذة وردة عين الأسقف في كاتدرائية لينكن
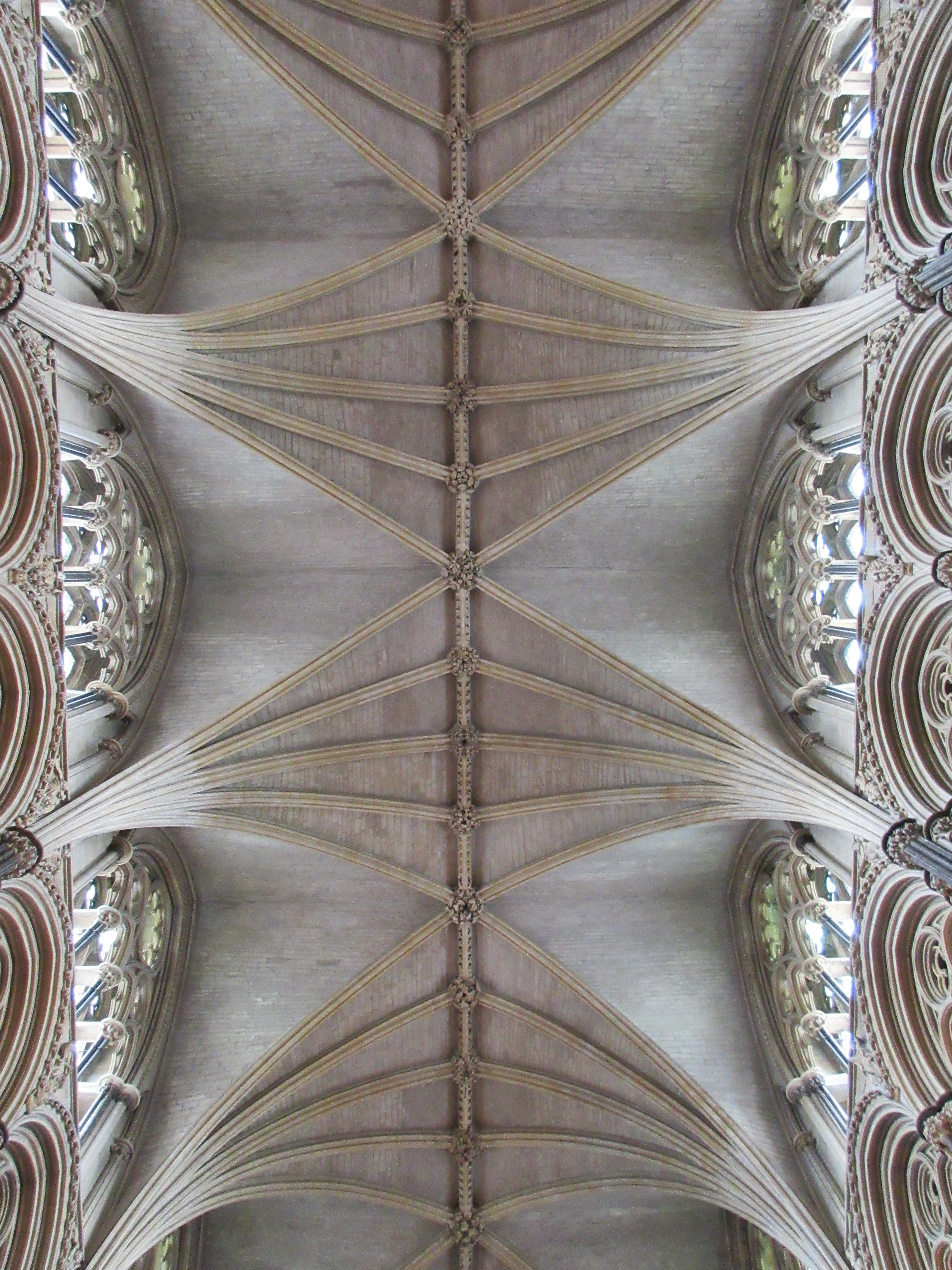
قنطرة جوقة الملائكة في كاتدرائية لينكن
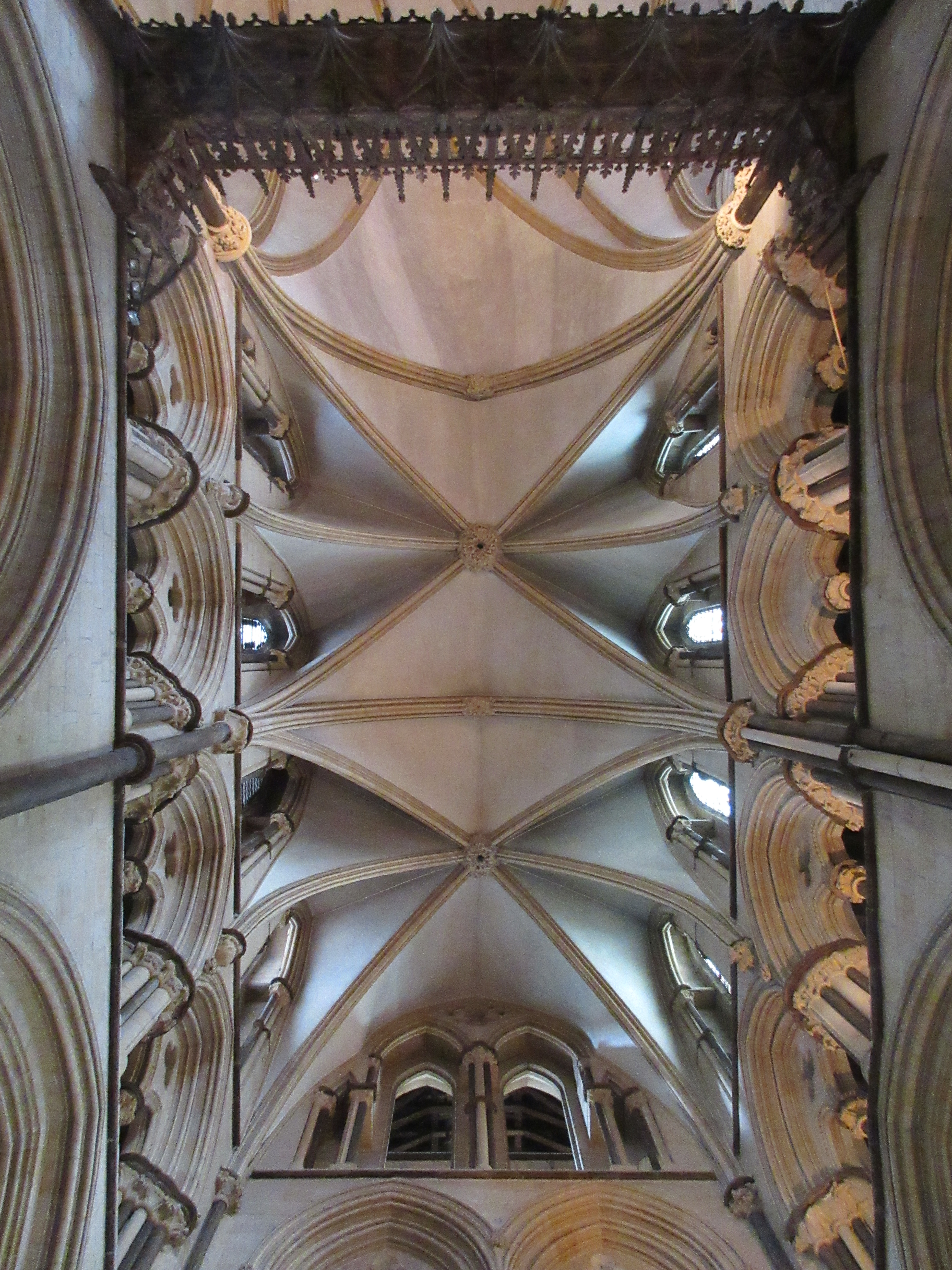
قنطرة الجناح الثانوي في كاتدرائية لينكن
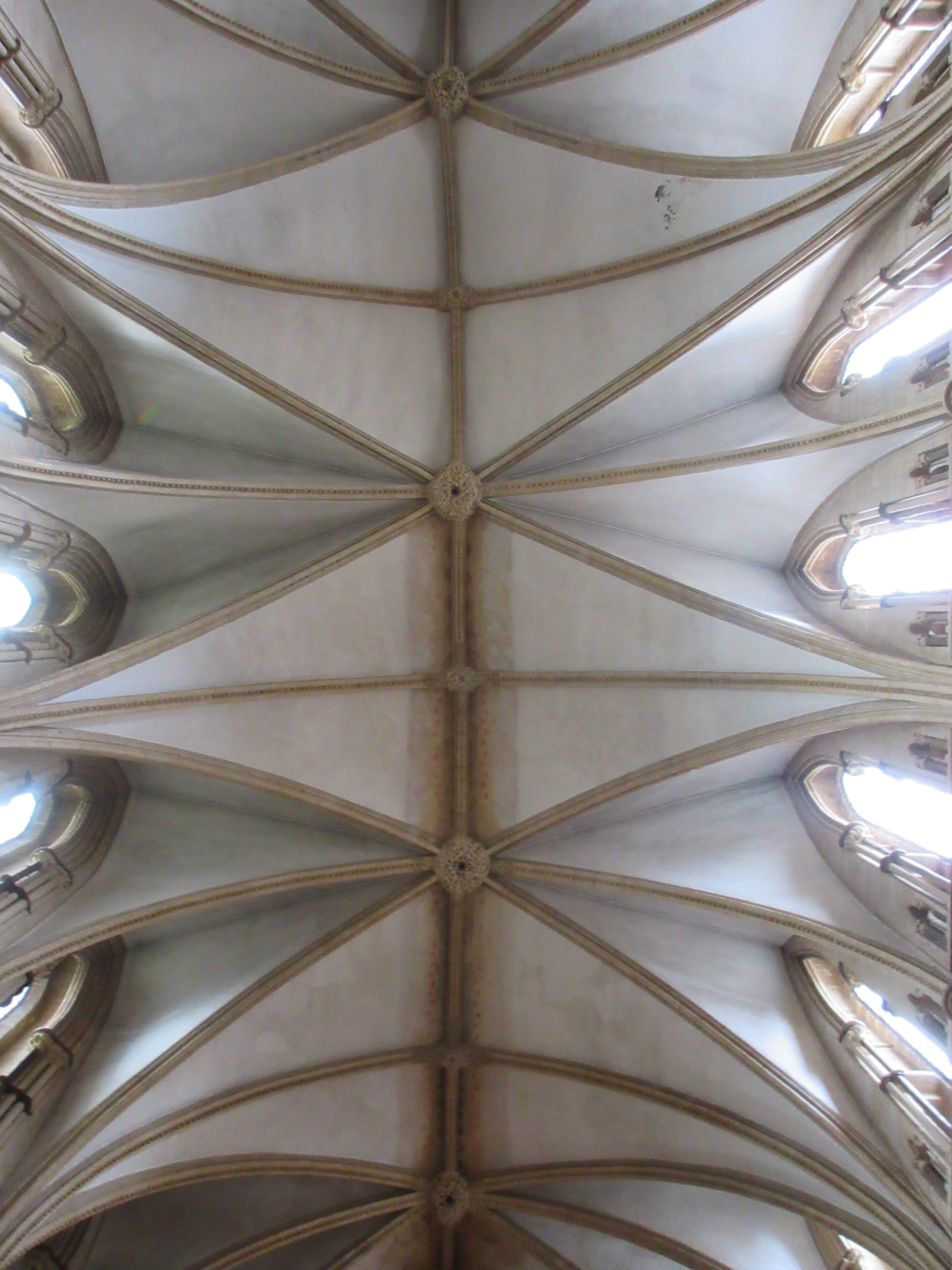
قنطرة الجناح الرئيسي في كاتدرائية لينكن
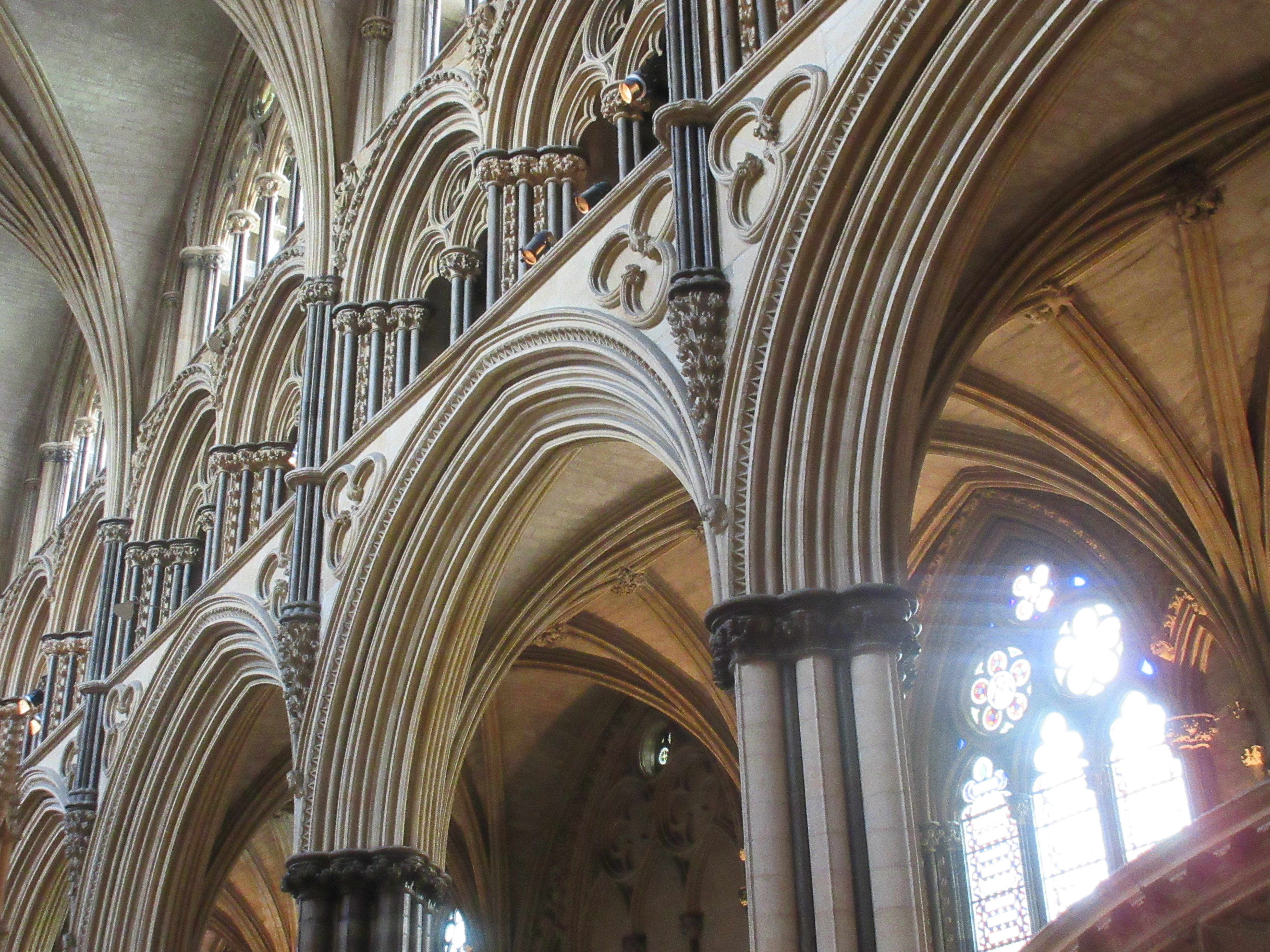
جوقة الملائكة في كاتدرائية لينكن
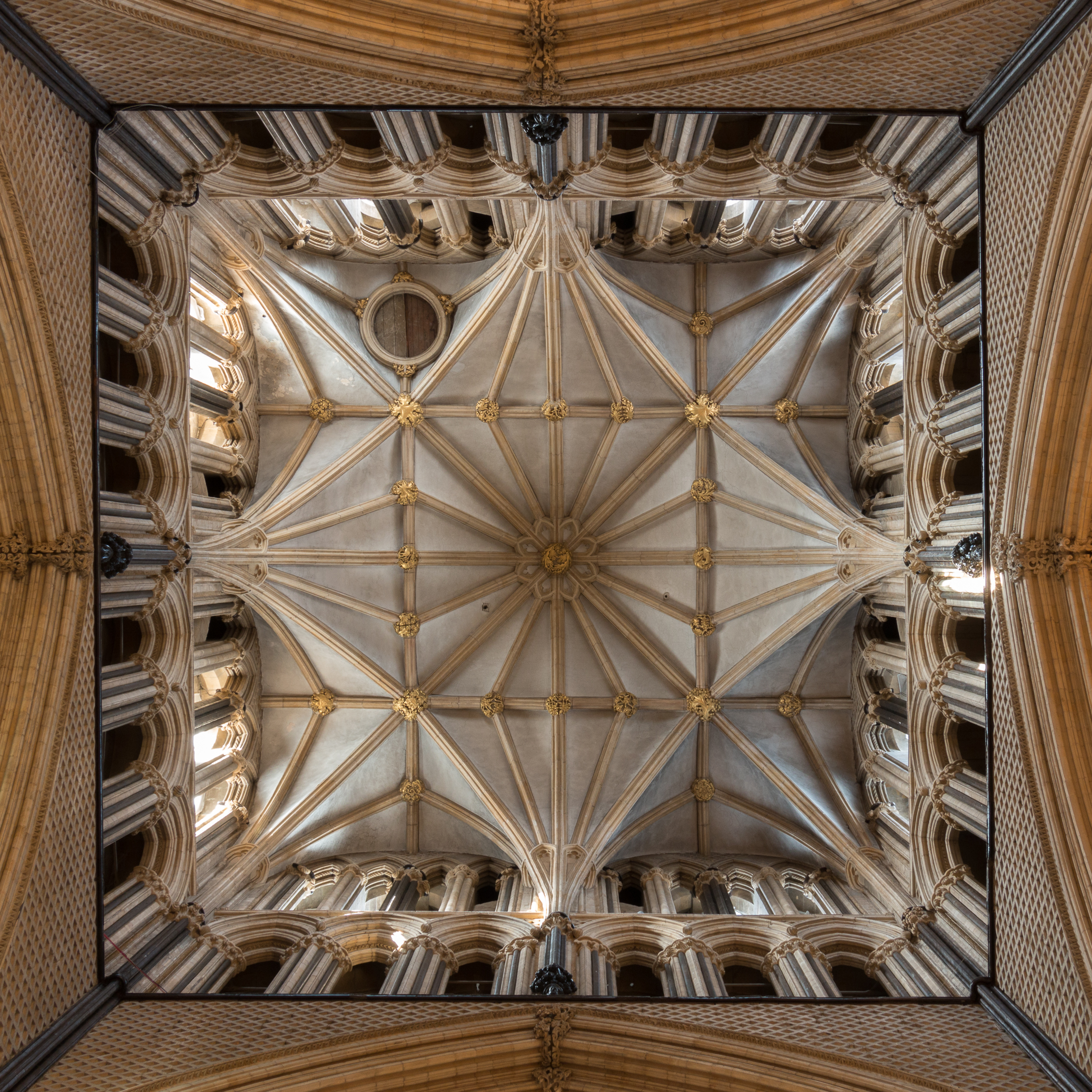
قنطرة أحد أبراج الكاتدرائية من الداخل
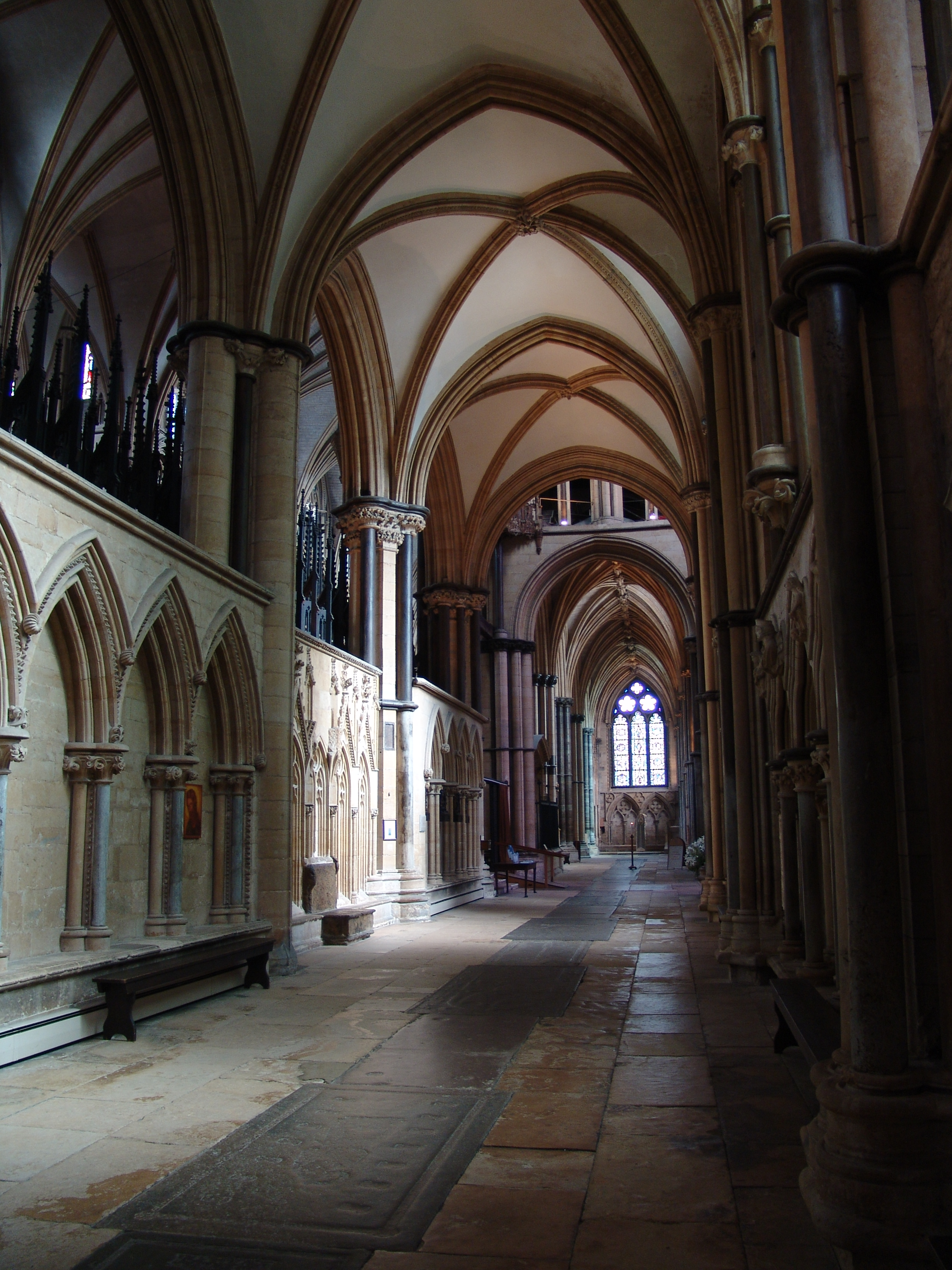
كاتدرائية لينكن من الداخل
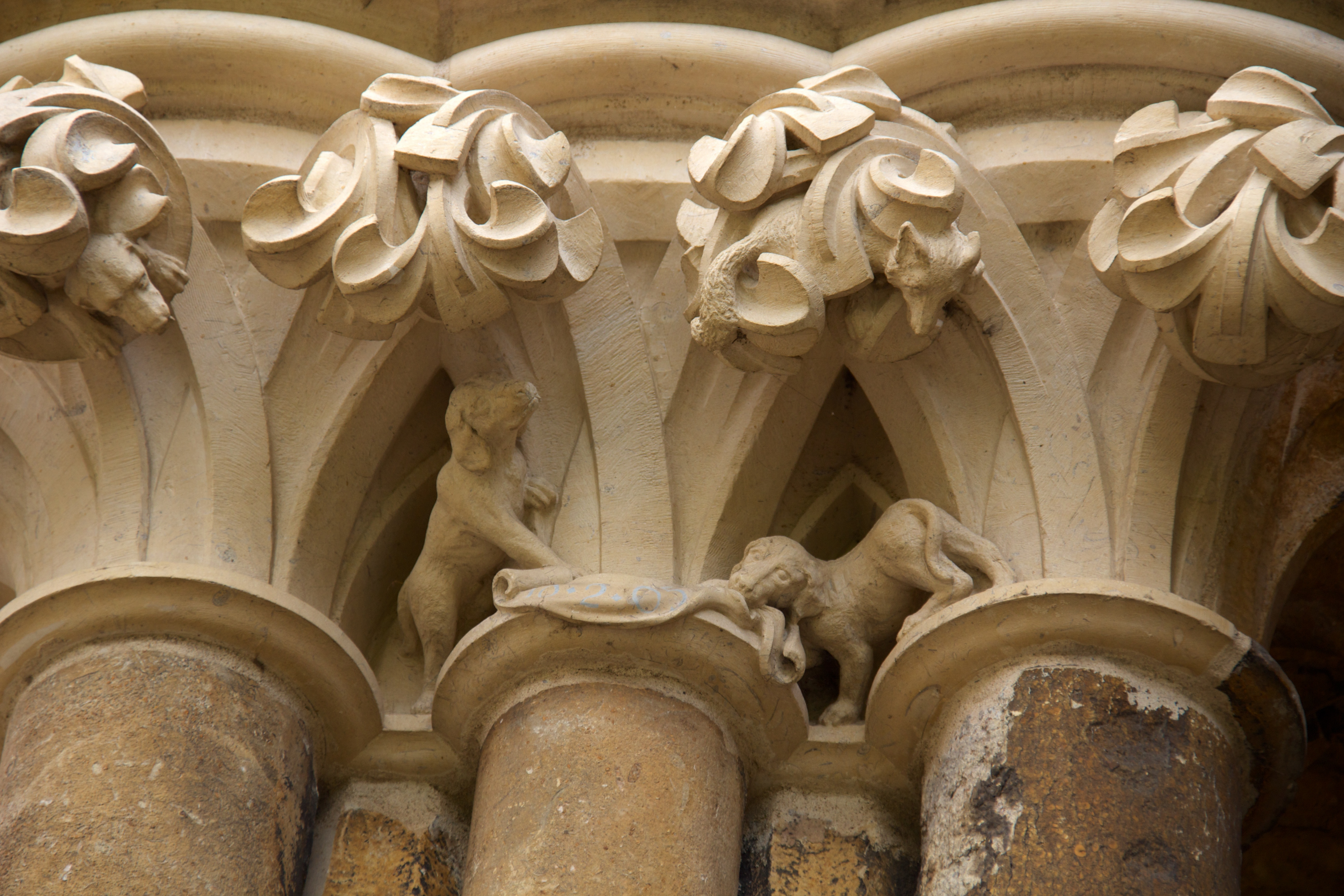
تماثيل حجرية تخليدا لذكرى نهاية صيد الثعالب في كاتدرائية لينكن
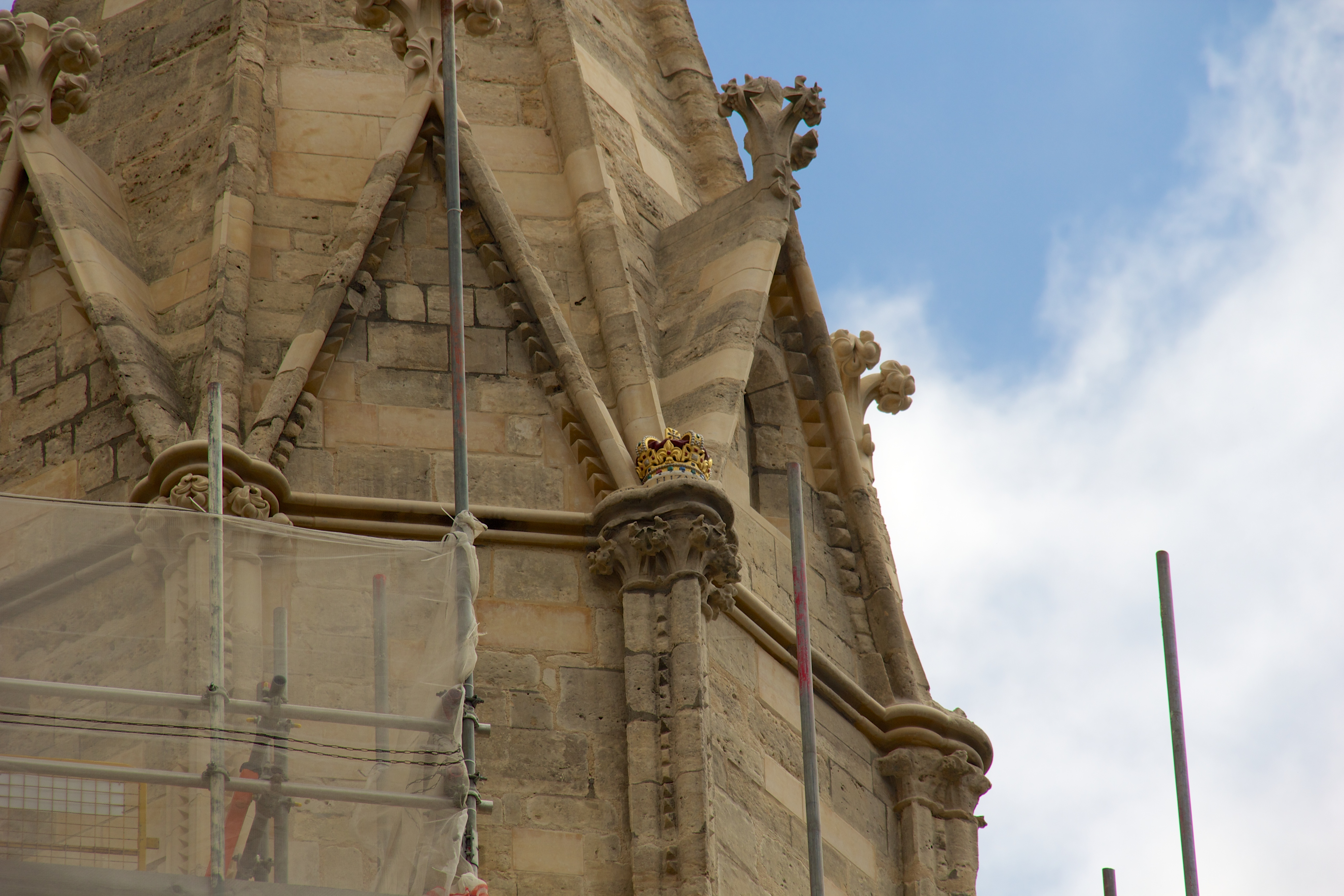
تاج مذهب موجود على أحد أبراج الكاتدرائية في لينكن
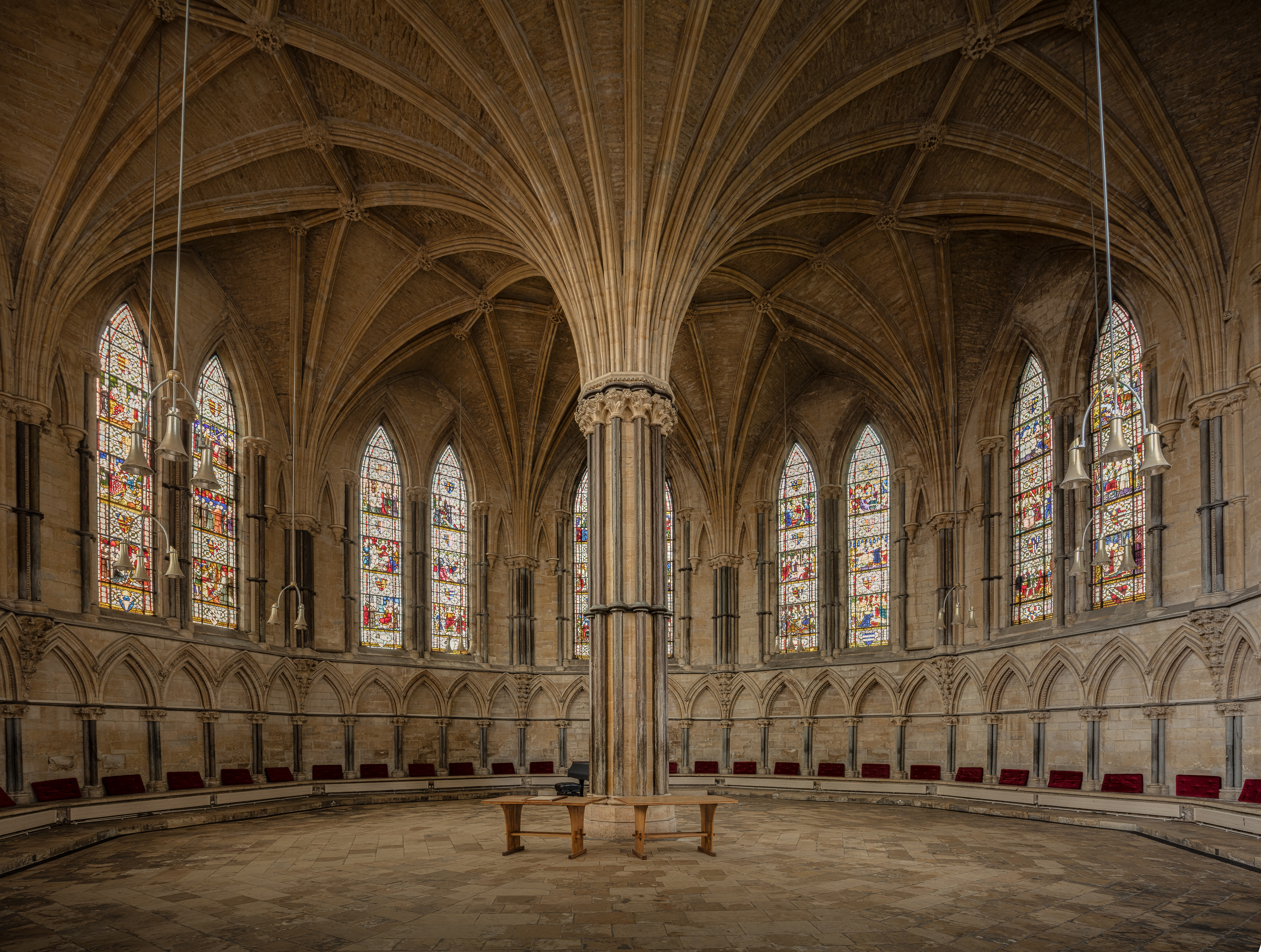
كاتدرائية لينكن من الداخل
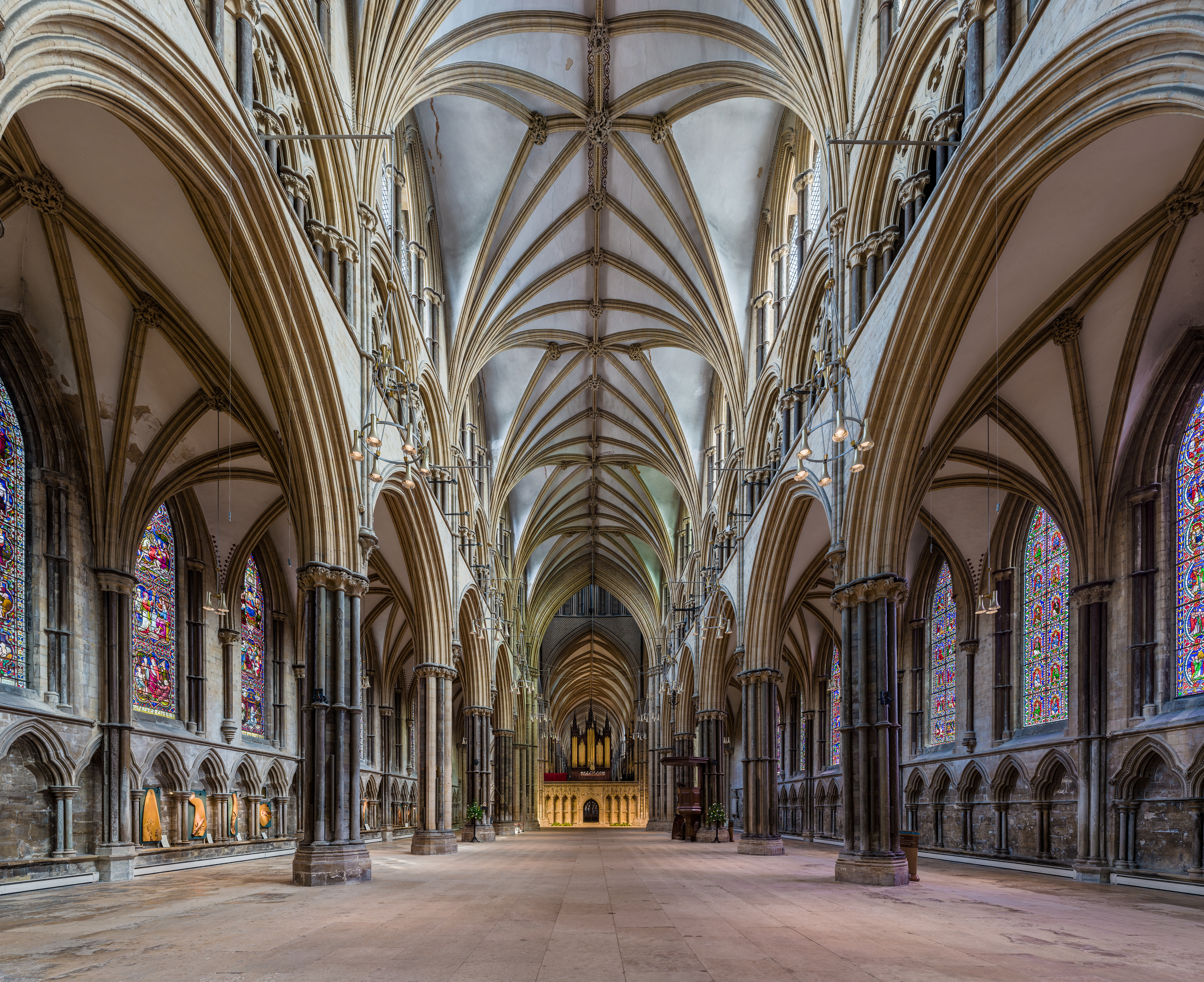
بهو الكاتدرائية في لينكن
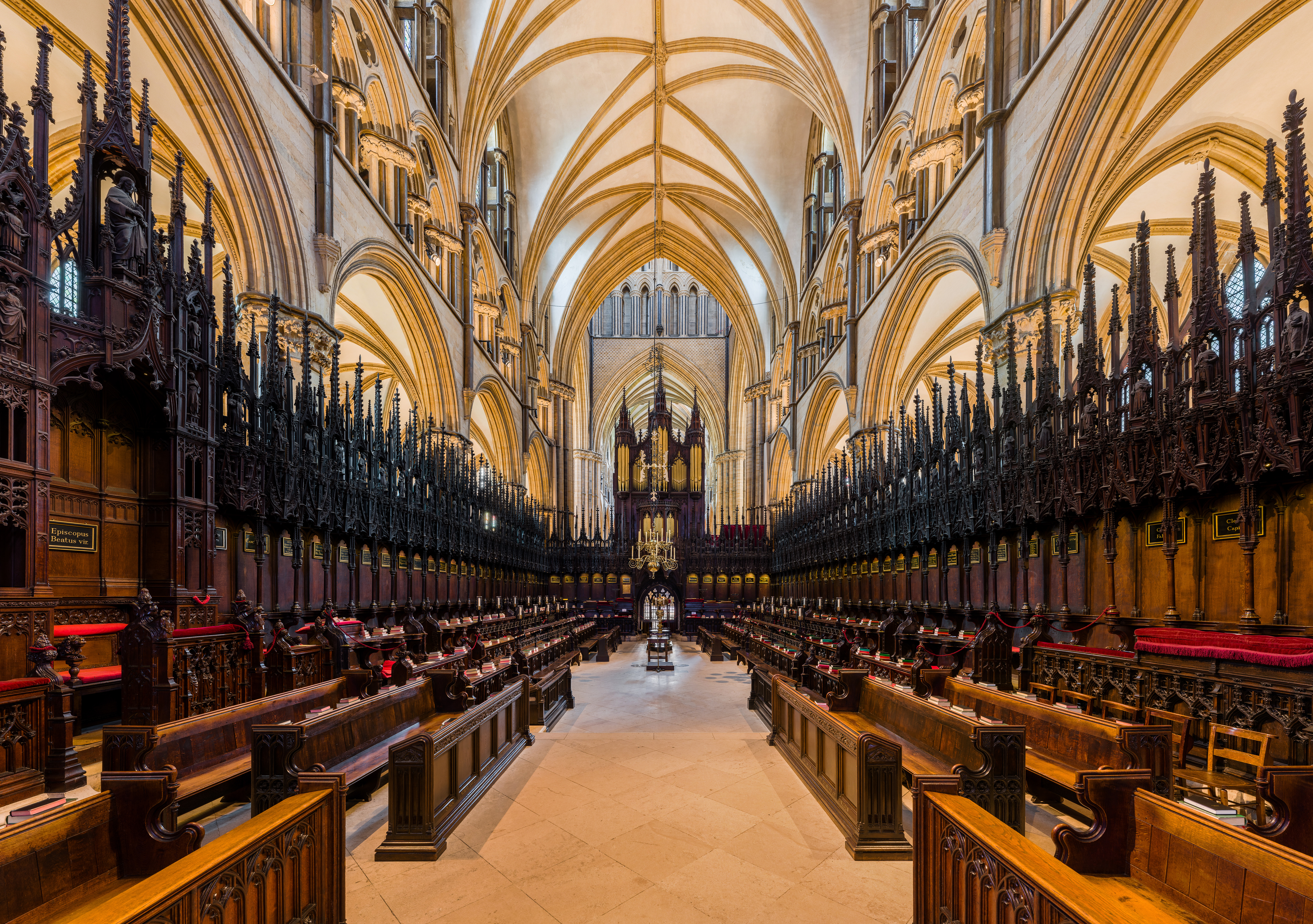
قاعة جوقة الملائكة في كاتدرائية لينكن